# Die 2 (Krimiserie)/Episodenliste

Das deutsche Logo der Serie

Dies ist die Episodenliste der Krimiserie Die 2 (Originaltitel: The Persuaders!), die von 1970 bis 1971 produziert und vom 17. September 1971 bis zum 25. Februar 1972 im britischen Fernsehsender ITV erstausgestrahlt wurde. Sie umfasst eine Staffel mit 24 Episoden. In Deutschland zeigte das ZDF vom 11. Juli 1972 bis zum 16. Januar 1973 zunächst 15 Folgen. Am 18. und 25.  Juli 1984 folgte die deutsche Erstausstrahlung der Episoden Seine Lordschaft Danny Wilde und Der große Lomax, ebenfalls im ZDF. Erstmals komplett war die Serie 1994 auf dem Kabelkanal (heute: Kabel eins) zu sehen. Der Sender kaufte die Serie und ließ die fehlenden Folgen von den Originalsprechern aus den 1970er Jahren, unter der Verantwortung von Rainer Brandt im bekannten Schnodderdeutsch, synchronisieren.

## Liste
| Nr. (ges.) | Nr. (St.) | Deutscher Titel                | Originaltitel                   | Erstausstrahlung UK | Deutschsprachige Erstausstrahlung (D) | Regie                        | Drehbuch                  | Produktions- reihenfolge |
| ---------- | --------- | ------------------------------ | ------------------------------- | ------------------- | ------------------------------------- | ---------------------------- | ------------------------- | ------------------------ |
| 1          | 1         | Schwesterchens Muttermal       | Overture                        | 17. Sep. 1971 (ITV) | 11. Juli 1972                         | Basil Dearden                | Brian Clemens             | 1                        |
| 2          | 2         | Geschäfte mit Napoleon         | The Gold Napoleon               | 24. Sep. 1971       | 10. Okt. 1972                         | Roy Ward Baker               | Val Guest                 | 6                        |
| 3          | 3         | Erben bringt Sterben           | Take Seven                      | 1. Okt. 1971        | 19. Dez. 1972                         | Sidney Hayers                | Terry Nation              | 8                        |
| 4          | 4         | Das Geheimnis von Greensleeves | Greensleeves                    | 8. Okt. 1971        | 24. Okt. 1972                         | David Greene                 | Terence Feely             | 11                       |
| 5          | 5         | Die tote Tänzerin              | Powerswitch                     | 15. Okt. 1971       | 26. Sep. 1972                         | Basil Dearden                | John Kruse                | 5                        |
| 6          | 6         | Der Tod kommt live             | The Time And The Place          | 22. Okt. 1971       | 22. Aug. 1972                         | Roger Moore                  | Michael Pertwee           | 17                       |
| 7          | 7         | Das doppelte Lordchen          | Someone Like Me                 | 28. Okt. 1971       | 7. Nov. 1972                          | Roy Ward Baker               | Terry Nation              | 9                        |
| 8          | 8         | Daniel, der Bombenjunge        | Anyone Can Play                 | 5. Nov. 1971        | 17. Aug. 1994 (Kabelkanal)            | Leslie Norman                | Tony Williamson           | 16                       |
| 9          | 9         | Die Vergangenheit des Grafen   | The Old, The New And The Deadly | 12. Nov. 1971       | 24. Aug. 1994 (Kabelkanal)            | Leslie Norman                | Brian Clemens             | 7                        |
| 10         | 10        | Festival der Mörder            | Angie, Angie                    | 19. Nov. 1971       | 5. Dez. 1972                          | Val Guest                    | Milton S. Gelman          | 4                        |
| 11         | 11        | Der Mann mit dem Köfferchen    | Chain Of Events                 | 26. Nov. 1971       | 25. Juli 1972                         | Peter R. Hunt                | Terry Nation              | 10                       |
| 12         | 12        | Seine Lordschaft Danny Wilde   | That’s Me Over There            | 3. Dez. 1971        | 18. Juli 1984                         | Leslie Norman                | Brian Clemens             | 20                       |
| 13         | 13        | Die Jagd nach der Formel       | The Long Goodbye                | 10. Dez. 1971       | 31. Aug. 1994 (Kabelkanal)            | Roger Moore                  | Michael Pertwee           | 18                       |
| 14         | 14        | Der Lord ist fort              | The Man In The Middle           | 17. Dez. 1971       | 2. Jan. 1973                          | Leslie Norman                | Donald James              | 24                       |
| 15         | 15        | Der große Lomax                | Element Of Risk                 | 24. Dez. 1971       | 25. Juli 1984                         | Gerald Mayer                 | Tony Barwick              | 14                       |
| 16         | 16        | Das Albtraumschlößchen         | A Home Of One’s Own             | 31. Dez. 1971       | 26. Aug. 1972                         | Leslie Norman                | Donald James              | 19                       |
| 17         | 17        | Drei Meilen bis Mitternacht    | Five Miles To Midnight          | 7. Jan. 1972        | 8. Aug. 1972                          | Val Guest                    | Terry Nation              | 3                        |
| 18         | 18        | Entführung auf Spanisch        | Nuisance Value                  | 14. Jan. 1972       | 21. Nov. 1972                         | Leslie Norman                | David Rolfe, Tony Barwick | 22                       |
| 19         | 19        | Am Morgen danach               | The Morning After               | 21. Jan. 1972       | 7. Sep. 1994 (Kabelkanal)             | Leslie Norman                | Walter Black              | 13                       |
| 20         | 20        | Der Mann mit dem Toupet        | Read And Destroy                | 28. Jan. 1972       | 14. Sep. 1994 (Kabelkanal)            | Roy Ward Baker               | Peter Yeldham             | 21                       |
| 21         | 21        | Adel vernichtet                | A Death In The Family           | 4. Feb. 1972        | 16. Jan. 1973                         | Sidney Hayers, Leslie Norman | Terry Nation              | 23                       |
| 22         | 22        | Die Ozerov-Juwelen             | The Ozerov Inheritance          | 11. Feb. 1972       | 21. Sep. 1994 (Kabelkanal)            | Roy Ward Baker               | Harry W. Junkin           | 12                       |
| 23         | 23        | Die Seifenprinzessin           | To The Death, Baby              | 18. Feb. 1972       | 12. Sep. 1972                         | Basil Dearden                | Donald James              | 2                        |
| 24         | 24        | Ja, wo rennen sie denn?        | Someone Waiting                 | 25. Feb. 1972       | 28. Sep. 1994 (Kabelkanal)            | Peter Medak                  | Terry Nation              | 15                       |